# San Juan Atlamica
San Juan Atlamica es uno de los trece pueblos pertenecientes al municipio de Cuautitlán Izcalli, en Estado de México. Se encuentra localizado al norte del municipio sobre la Autopista México-Querétaro, a la altura de la planta Alpura de Izcalli. 
El nombre original del pueblo es Atlamiquia que en náhuatl quiere decir «donde finaliza el cauce de agua». Es notable por tener cercanía con el conjunto comercial San Marcos Power Center.

## Educación

### Preparatorias técnicas
- Conalep Ing. Bernardo Quintana Arrioja[2]

### Secundarias
- Escuela secundaria colegio Latino Jesuita[3]
- Escuela secundaria oficial N° 146 «General Felipe Ángeles»[4]

## Geografía
San Juan Atlamica se ubica cerca de la Basílica de San Juan Diego y el centro del municipio de Cuautitlán y es famoso por sus centros de enseñanza y las fiesta patronal que se hace, aparte de que corre el Río Cuautitlán dentro del pueblo. Colinda al norte con San Sebastián Xhala y la colonia Cofradía de San Miguel, al sur con la colonia Cuamatla, al este con Cuautitlán y al oeste con la colonia Infonavit Norte.